# Celidota sibling
Celidota sibling är en skalbaggsart som beskrevs av Jan Krikken 1979. Celidota sibling ingår i släktet Celidota och familjen Cetoniidae. Inga underarter finns listade.